# Seb Morris
Seb Morris (Wrexham, 1995. november 30. –) walesi autóversenyző.

## Pályafutása

### A kezdetek
Sebastian Morris 1995-ben született Wrexham-ban és 2007-ben kezdte meg autóversenyzői pályafutását gokartozással. 2010-ben a Ginetta Juniors-ban indult, ahol a Hillspeed színeiben versenyzett, és a széria valaha volt legfiatalabb dobogósa lett. Ezt követően 14 évesen megnyerte a bajnokság téli kiírását. 2011-ben továbbra is a Hillspeed csapatában 20 versenyen 11 alkalommal diadalmaskodott és a Ginetta Juniors-bajnoka lett. Még ebben az évben kiérdemelte "Az év walesi autóversenyzője"-címet is.

### Formula Renault
2012-ben már abszolút együléses formula-versenyzésre váltott és a brit Formula Renault-ba igazolt a Fortec Motorsport-hoz. Az összetett a 3. helyen zárta, míg a téli kiírást megnyerte és a Motorsport Association Academy tagjává választották, és a "British Racing Drivers' Club Rising Star"-nak is elnevezték. Ezenkívül felkérést kapott a Sky Sports F1 stábjától, hogy szerepeljen a "Britain's Next F1 Star" című dokumentumfilmben, amely bepillantást enged egy fiatal és tehetséges autóversenyző mindennapjaiba és szakmai pályafutásába. 
A 2014-es Formula Renault 2 literes NEC bajnokságban is indult szintén a Fortec alkalmazásában.

### Formula–4
A 2013-as szezonra visszatért a Hillspeed alakulatához a brit Formula–4-es bajnokságba. A kiírást 1 győzelemmel és további 9 pódiummal zárta, így Jake Hughes mögött végzett az összetett 2. helyén. Ennek eredményeként beválasztották a "McLaren Autosport BRDC Award" döntőjébe.
Később a Caterham Formula–1-es csapatának pilótaakadémiájának tagja lett.

### GP3
2015. március 9-én a Formula–1 második számú utánpótlásának számító GP3-ba igazolta le a kanadai Status Grand Prix a 2015-ös szezonra. Azonban a egy Red Bull Ring-en gyűjtött 5. helyen kívül nem tudott pontot szerezni és csupán a 18. helyen zárt a tabellán. A Monzában tartott olasz nagydíj főversenyéről kizárták. 

### Sportautózás
2016-ban kiderült, hogy sportautózásra vált és Nagy-Britanniába, a Brit GT-bajnokságban indul a Team Parker Racing Bentley GT3-asával. Rögtön legelső kvalifikációján pole-pozíciót szerzett Brands Hatch-ben, majd további első-rajtkockákat az Oulton Parkban, Silverstone-ban és a belga Spa-Francorchampsban, valamint még egy leggyorsabb kört Oulton Parkban, amivel GT3-as körrekordot döntött az aszfaltcsíkon.
2017-ben ő és csapattársa, Rick Parfitt Jr. a legutolsó futamon megnyerte a széria GT3-as osztályát, ezzel együtt pedig az összetettet is. Morris az évben Spa-ban is GT3-as körrekordot érő időt autózott.
Ebben az még az Whelen Engineering Racing csapatával indult a Daytonai 24 órás versenyen is. Kategóriában a 6. helyen zárt társaival azok után, hogy elektronikai problémák hátráltatták őket.
2020. január 9-én bejelentette, hogy a Bentley gyári versenyzője lett. 2021-ben a 24H GT-sorozatban a GT3-Pro kategóriában összetett ezüstérmes lett a Lamborghini Leipert Motorsporttal. 2022-ben visszatért a Team Parker Racing alakulatához és néhány futamon indult a brit Porsche Carrera-kupában.

## Eredményei

### Karrier összefoglaló
| Szezon | Bajnokság                            | Csapat                                  | Verseny | Győzelem | Pole | Leggyorsabb kör | Dobogós helyezés | Pont | Helyezés |
| ------ | ------------------------------------ | --------------------------------------- | ------- | -------- | ---- | --------------- | ---------------- | ---- | -------- |
| 2010   | Ginetta Junior-bajnokság             | Hillspeed                               | 20      | 0        | 0    | 0               | 1                | 185  | 12.      |
| 2010   | Ginetta Junior-bajnokság - tél       | Hillspeed                               | 4       | 2        | 0    | 3               | 3                | 123  | 1.       |
| 2011   | Ginetta Junior-bajnokság             | Hillspeed                               | 20      | 11       | 6    | 6               | 16               | 562  | 1.       |
| 2012   | Formula Renault BARC                 | Fortec Motorsports                      | 14      | 5        | 7    | 4               | 6                | 274  | 3.       |
| 2012   | Formula Renault BARC - tél           | Fortec Motorsports                      | 4       | 2        | 2    | 1               | 2                | 113  | 1.       |
| 2012   | Formula Renault 2.0 NEC              | Fortec Motorsports                      | 2       | 0        | 0    | 0               | 0                | 10   | 43.      |
| 2013   | BRDC Formula–4-es bajnokság          | Hillspeed                               | 24      | 1        | 0    | 1               | 10               | 410  | 2.       |
| 2014   | Formula Renault 2.0 NEC              | Fortec Motorsports                      | 15      | 2        | 3    | 1               | 5                | 224  | 3.       |
| 2014   | Formula Renault 2.0 ALPS             | Fortec Motorsports                      | 4       | 0        | 0    | 0               | 0                | 31   | 15.      |
| 2015   | GP3                                  | Status Grand Prix                       | 18      | 0        | 0    | 0               | 0                | 6    | 18.      |
| 2016   | Brit GT-bajnokság                    | Team Parker Racing                      | 9       | 1        | 4    | 1               | 6                | 143  | 3.       |
| 2017   | Brit GT-bajnokság                    | Team Parker Racing                      | 10      | 3        | 3    | 1               | 4                | 200  | 1.       |
| 2017   | IMSA                                 | Whelen Engineering Racing               | 1       | 0        | 0    | 0               | 0                | 25   | 32.      |
| 2018   | Blancpain GT Endurance-kupa - Pro-Am | Team Parker Racing                      | 5       | 0        | 0    | 1               | 2                | 43   | 9.       |
| 2018   | Brit GT-bajnokság                    | Team Parker Racing                      | 1       | 0        | 0    | 0               | 0                | 12   | 16.      |
| 2019   | Brit GT-bajnokság                    | JRM Racing                              | 9       | 1        | 0    | 0               | 1                | 58   | 11.      |
| 2019   | Blancpain GT Endurance-kupa - Pro-Am | M-Sport Team Bentley Team Parker Racing | 4       | 0        | 0    | 1               | 0                | 28   | 12.      |
| 2020   | GT Európa Endurance-kupa             | CMR                                     | 4       | 0        | 0    | 0               | 0                | 0    | HN       |
| 2020   | ADAC GT Masters                      | T3-HRT-Motorsport                       | 2       | 0        | 0    | 0               | 0                | 0    | HN       |
| 2021   | 24H GT-bajnokság - Pro               | Leipert Motorsport                      | 3       | 3        | 1    | 0               | 3                | 16   | 2.       |
| 2022   | Brit Porsche Carrera-kupa            | Team Parker Racing                      |         |          |      |                 |                  |      |          |

* A szezon jelenleg is zajlik.
‡ Mivel vendégpilóta volt, ezért nem részesült bajnoki pontokban.

### Teljes GP3-as eredménylistája
(Táblázat értelmezése)

(Félkövér: pole-pozícióból indult; dőlt: leggyorsabb kört futott) 

| Év   | Csapat            | 1          | 2          | 3          | 4         | 5          | 6          | 7          | 8          | 9          | 10         | 11          | 12         | 13         | 14         | 15         | 16         | 17         | 18         | Helyezés | Pont |
| ---- | ----------------- | ---------- | ---------- | ---------- | --------- | ---------- | ---------- | ---------- | ---------- | ---------- | ---------- | ----------- | ---------- | ---------- | ---------- | ---------- | ---------- | ---------- | ---------- | -------- | ---- |
| 2015 | Status Grand Prix | ESP FEA Ki | ESP SPR 24 | AUT FEA 19 | AUT SPR 5 | GBR FEA 12 | GBR SPR 12 | HUN FEA 12 | HUN SPR 12 | BEL FEA Ki | BEL SPR 14 | ITA FEA DSQ | ITA SPR Ki | RUS FEA 14 | RUS SPR 10 | BHR FEA 16 | BHR SPR Ki | ABU FEA 13 | ABU SPR 15 | 18.      | 6.   |

### Teljes Brit GT-bajnokság eredménylistája
| Év   | Csapat             | Osztály | 1       | 2        | 3       | 4        | 5         | 6       | 7        | 8       | 9       | 10      | Helyezés | Pont |
| ---- | ------------------ | ------- | ------- | -------- | ------- | -------- | --------- | ------- | -------- | ------- | ------- | ------- | -------- | ---- |
| 2016 | Team Parker Racing | GT3     | BRH 1 2 | ROC 1 10 | OUL 1 3 | OUL 2 1  | SIL 1 Ki  | SPA 1 2 | SNE 1 3  | SNE 2 5 | DON 1 3 |         | 3.       | 143  |
| 2017 | Team Parker Racing | GT3     | OUL 1 4 | OUL 2 5  | ROC 1   | SNE 1 7  | SNE 2 4   | SIL 1   | SPA 1 5  | SPA 2 7 | BRH 1   | DON 1 3 | 1.       | 200  |
| 2018 | Team Parker Racing | GT3     | OUL 1   | OUL 2    | ROC 1   | SNE 1    | SNE 2     | SIL 1 6 | SPA 1    | BRH 1   | DON 1   |         | 16.      | 12   |
| 2019 | JRM Racing         | GT3     | OUL 1   | OUL 2 12 | SNE 1 5 | SNE 2 12 | SIL 1 Kiz | DON 1 7 | SPA 1 12 | BRH 1 9 | DON 1 7 |         | 11.      | 58   |

### Daytonai 24 órás autóverseny
| Év   | Csapat                    | Csapattárs                           | Autó             | Kategória | Kör | Összetett Helyezés | Kategória Helyezés |
| ---- | ------------------------- | ------------------------------------ | ---------------- | --------- | --- | ------------------ | ------------------ |
| 2017 | Whelen Engineering Racing | Mike Conway Dane Cameron Eric Curran | Cadillac DPi-V.R | P         | 639 | 14.                | 6.                 |